# Passat-Bücherei
Die Passat-Bücherei war eine populärwissenschaftliche Taschenbuchreihe in der DDR. Sie erschien von 1958 bis 1964 im Verlag Neues Leben in Zusammenarbeit mit dem Urania Verlag und von 1964 bis 1969 im Verlag Volk und Gesundheit.

## Details
Jeder einzelne Band kostete 2 Mark, der Doppelband kostete 3,50 Mark.

## Liste
| Jahr | Titel                                                                                              | Autoren                                                 | Übersetzung                        | Illustrator                            | Band  |
| ---- | -------------------------------------------------------------------------------------------------- | ------------------------------------------------------- | ---------------------------------- | -------------------------------------- | ----- |
| 1958 | Vom Mädchen zur Mutter: Liebe – Geschlecht – Ehe                                                   | Horst-Dietrich Rüssmann, Dora Habermann                 | -                                  | Arthur Gärtner                         | 1     |
| 1958 | Wie kleidet sich Annett?                                                                           | Anni Hanser                                             | -                                  | Hans-Herrmann Schlicker                | 2     |
| 1958 | Liebe – Ehe – Scheidung?                                                                           | Wolfhilde Dierl                                         | -                                  | Eberhard Binder                        | 3     |
| 1958 | Start ins Atomzeitalter                                                                            | Helmut Felke                                            | -                                  | Eberhard Binder, Johanna Felke         | 4     |
| 1958 | Schön wohnen                                                                                       | Gerhard Jäger                                           | -                                  | Hans Hossfeldt                         | 5     |
| 1959 | Benehmen ist nicht nur Glückssache                                                                 | Karl Smolka                                             | -                                  | Heinz Bormann                          | 6     |
| 1959 | Raketen, Sputnik, Weltraumschiff                                                                   | Rolf Rothmayer                                          | -                                  | Gerhard Pippig                         | 7     |
| 1959 | Kann man die Zukunft voraussehen?                                                                  | Vladimir A. Mezencev, L. A. Drujanov                    | Renate Katzschner, Minna Pintschuk | ?                                      | 8     |
| 1959 | Kleine Kosmetik: Verfasst unter fachärztlicher Beratung                                            | Helga Wiehne                                            | -                                  | Eberhard Binder                        | 9     |
| 1959 | Radioaktiv!                                                                                        | Ernst Herbert Krause                                    | -                                  | Eberhard Binder                        | 10    |
| 1959 | Ein offenes Wort: Ein Buch über die Liebe                                                          | Hans-Joachim Hoffmann, Peter G. Klemm                   | -                                  | Heinz Dost                             | 11    |
| 1959 | Mensch – woher, wohin? Eine populärwissenschaftliche Betrachtung psychischer Erscheinungen         | Grigorij A. Gurev                                       | Hanni Ortmann, Thomas Reschke      | -                                      | 12    |
| 1959 | Auf unsichtbaren Straßen: Kurzwellen, Fernsehsender, Radarschirme                                  | Walter Conrad                                           | -                                  | Eberhard Binder                        | 13    |
| 1959 | ... ehe der Arzt kommt                                                                             | Hans-Joachim Hoffmann                                   | -                                  | Eberhard Binder                        | 14    |
| 1959 | Dem Atom auf der Spur                                                                              | Ernst Herbert Krause                                    | -                                  | Eberhard Binder                        | 15    |
| 1959 | Wie behandle ich meinen Arzt?                                                                      | Maximilian Meischke                                     | -                                  | Walter Gorski                          | 16    |
| 1959 | Film zwischen Idee und Premiere                                                                    | Eberhard Richter                                        | -                                  | Karl-Heinz Birkner                     | 17    |
| 1960 | Chemie ist Trumpf                                                                                  | Karlheinz Fischer, Karlheinz Behlau                     | -                                  | Karlheinz Birkner, Gerhard Pippig      | 18    |
| 1960 | Dein Beruf                                                                                         | Sonja Walter                                            | -                                  | Karl Schrader                          | 19/20 |
| 1960 | Was die Welt zusammenhält: Eine populärwissenschaftliche Betrachtung über die Materie              | verschiedene                                            | -                                  | Erhard Schreier                        | 21    |
| 1960 | Signale aus dem Dunkel: Radioaktive Isotope in Forschung und Technik                               | Ernst Herbert Krause                                    | -                                  | Karlheinz Birkner                      | 22    |
| 1960 | Kraftfahrzeuge von der Auswahl bis zur Zulassung                                                   | Wolfgang Roediger, Karl-Heinz Edler                     | -                                  | Heinz Handschick                       | 23    |
| 1960 | Fernsehen                                                                                          | Walter Conrad                                           | -                                  | Karlheinz Birkner                      | 24    |
| 1960 | Farbenfrohe Leichtgewichte                                                                         | Heinz Raubach                                           | -                                  | Eberhard Binder                        | 25    |
| 1960 | Begegnung mit der Kunst                                                                            | Hermann Kähler                                          | -                                  | ?                                      | 26    |
| 1960 | Der Polizeibericht meldet ...                                                                      | Eberhard Richter                                        | -                                  | Hans-Herrmann Schlicker                | 27    |
| 1961 | Elektronen am Werk                                                                                 | Wolfgang Glaser                                         | -                                  | Eberhard Binder                        | 28    |
| 1960 | Frei sein – aber wie?                                                                              | Günther K. Lehmann                                      | -                                  | Hans-Herrmann Schlicker                | 29    |
| 1961 | Der Stein der Weisen                                                                               | Heinz Mildner                                           | -                                  | Hans-Hermann Schlicker                 | 30    |
| 1961 | Schatzkammer Erde                                                                                  | Hans Baumgärtel                                         | -                                  | Gerhard Lehmann                        | 31    |
| 1961 | Wir verreisen                                                                                      | Wolfgang Polte, Ewald Oetzel                            | -                                  | Rolf Müller                            | 32    |
| 1961 | ... bitte schneiden! Rundfunkplaudereien                                                           | Gerhard Jäckel                                          | -                                  | Hans-Herrmann Schlicker                | 33    |
| 1961 | Station Landwirtschaft: Aus Vergangenheit, Gegenwart und Zukunft                                   | F. U. Posler (Franz Posselt und Ullrich Müller)         | -                                  | Harry Parschau, Erhard Schreier        | 34    |
| 1961 | Gymnastik hat Vorfahrt                                                                             | Christl Müller-Dathe                                    | -                                  | Elena Panzig                           | 35    |
| 1961 | Das Geheimnis froher Menschen: Probleme einer gesunden Lebensführung                               | Rudolf Neubert                                          | -                                  | Eberhard Binder                        | 36    |
| 1961 | Das liebe Geld                                                                                     | Wolfgang Scheel, Werner Hellmuth                        | -                                  | Gerhard Bläser                         | 37    |
| 1961 | Sterne oder Kreuze: Ein militärpolitisches Feuilleton                                              | Hans-Georg Ponesky                                      | -                                  | Gerhard Bläser                         | 38    |
| 1961 | Der rote Blitz                                                                                     | Walter Conrad                                           | -                                  | Karlheinz Birkner                      | 39    |
| 1961 | Du könntest länger leben ... und gesund bleiben!                                                   | Rudolf Neubert                                          | -                                  | Hermann Goebel                         | 40    |
| 1961 | Mußt Du wirklich mit Schmerzen gebären? Eine Anleitung zur schmerzarmen Geburt für werdende Mütter | Siegfried Hoyme                                         | -                                  | Eberhard Binder                        | 41    |
| 1961 | Motorsport ABC                                                                                     | Wolfgang Roediger, Karl-Heinz Edler                     | -                                  | -                                      | 42    |
| 1962 | Die große Ernte: Ein Streifzug durch die moderne Landwirtschaft                                    | Helmut Hanke                                            | -                                  | Karl-Heinz Birkner                     | 43    |
| 1962 | Maschine und Gedanke: Philosophische Probleme der Kybernetik                                       | S. Rowenski, A. Ujomow, J. Ujomowa, Georg Klaus (Hrsg.) | Gerd Ludwig                        | -                                      | 44    |
| 1961 | Unter Urjägern                                                                                     | Josef Augusta                                           | Max A. Schönwälder, F. Bunzl       | Zdenek Burian                          | 45    |
| 1961 | Vorhang auf                                                                                        | Manfred Schröter                                        | -                                  | Werner Scheffel                        | 46    |
| 1962 | Blut                                                                                               | Samuel Mitja Rapoport                                   | -                                  | Karlheinz Birkner                      | 47    |
| 1962 | Rundfunk                                                                                           | Walter Conrad                                           | -                                  | Karlheinz Birkner                      | 48    |
| 1963 | Herren über die Wüste                                                                              | Reimar Gilsenbach                                       | -                                  | Alfred Will                            | 49    |
| 1961 | Grundzüge der Vererbung                                                                            | Fritz Pohl                                              | -                                  | Erhard Schreier                        | 50    |
| 1963 | Nachts am Fernrohr: Ein Wegweiser am Sternenhimmel                                                 | Klaus Ullerich                                          | -                                  | R. Mrachacz                            | 51    |
| 1963 | Das goldene Netz: Strom erobert den Haushalt                                                       | Ruth Finke, Karl-Heinz Finke                            | -                                  | Hasso Seyferth                         | 52    |
| 1962 | Camping                                                                                            | Karl-Heinz Edler, Wolfgang Roediger                     | -                                  | Karl Schrader                          | 53    |
| 1964 | Kleine Leute – ernst genommen: Über den Umgang mit Kindern                                         | Karl Sothmann                                           | -                                  | Ursula Wendorff-Weidt                  | 54    |
| 1962 | Wenn die Madonna reden könnte: Schätze der Weltkultur, der Menschheit bewahrt                      | Ruth Seydewitz                                          | -                                  | Margret Häusler                        | 55    |
| 1966 | Warum rauchst du?                                                                                  | Walter Heinrich                                         | -                                  | Erhard Schreier                        | 56    |
| 1963 | Der ruhelose Strom: Aus der Geschichte der Telegrafie                                              | Hans Backe                                              | -                                  | Heinz Handschick, Wolfgang Schwarzkopf | 57    |
| 1963 | ABC des Wohnens                                                                                    | Werner Sütterlin                                        | -                                  | Edgar Schellenberg                     | 58    |
| 1963 | Evas neue Kleider: Eine „anziehende“ Modeplauderei                                                 | Susanne Lütke                                           | -                                  | Susanne Lütke                          | 59    |
| 1963 | Grenzen unserer Welt                                                                               | Kirill Andrejew, Daniil Danin                           | Bolko Schweinitz                   | Rolf Müller                            | 60    |
| 1963 | Triumph der Fotografie                                                                             | Erich Krenz                                             | -                                  | Klaus Thieme                           | 61    |
| 1963 | Von der Windel bis zum Einmaleins: Über kleine Leute zwischen 0 und 6                              | Gotthard Schreiter, Hans Uslar                          | -                                  | Karl-Heinz Bogdanski                   | 62    |
| 1963 | Hauptsache gesund                                                                                  | Adám Szendei                                            | Erich Szegedi                      | Thea Kiedorf                           | 63    |
| 1964 | Besser schreiben: Eine Stilkunde für jedermann                                                     | Werner Hirte                                            | -                                  | Eberhard Binder                        | 64    |
| 1964 | Liebe, Glück und tausend Fragen                                                                    | Wolfhilde Dierl                                         | -                                  | Eberhard Binder                        | 65    |
| 1964 | Theater gestern – heute                                                                            | Gerhard Ebert-Obermeier                                 | -                                  | Klaus Thieme                           | 66    |
| 1966 | Der Frauenarzt hat das Wort                                                                        | Rolf Gerlach                                            | -                                  | Sigrid Huss                            | 67    |
| 1964 | Geheimnisse der grünen Labors: Ein Streifzug durch Biochemie und Biogeochemie                      | Boris Rosen                                             | Heinz Raubach                      | Karlheinz Birkner                      | 68    |
| 1969 | Gut essen – aber mit Köpfchen                                                                      | Adelheid Geßner, Dieter Lehmann                         | -                                  | Heiri Strub                            | 69    |
| 1967 | Das kleine Kur-ABC                                                                                 | Johannes Christoph Cordes                               | -                                  | Werner Reim                            | 70    |
| 1968 | Ich erwarte ein Kind                                                                               | Rolf Gerlach                                            | -                                  | Sigrid Huss                            | 71    |
| 1969 | Der Mann über vierzig                                                                              | Tadeusz Rozniatowski                                    | Wolfgang Böttger                   | Gerd Ohnesorge                         | 72    |